# Мальяно-Ветере
Мальяно-Ветере (итал. Magliano Vetere) — коммуна в Италии, располагается в регионе Кампания, в провинции Салерно.
Население составляет 887 человек (2008 г.), плотность населения составляет 40 чел./км². Занимает площадь 22 км². Почтовый индекс — 84050. Телефонный код — 0974.
Покровительницей коммуны почитается святая Луция, празднование в третье воскресение сентября.

## Демография
Динамика населения:

## Администрация коммуны
- Официальный сайт: https://web.archive.org/web/20080415010008/http://maglianovetere.asmenet.it/